# Žalm 127

Erb Edinburku s žalmem 127

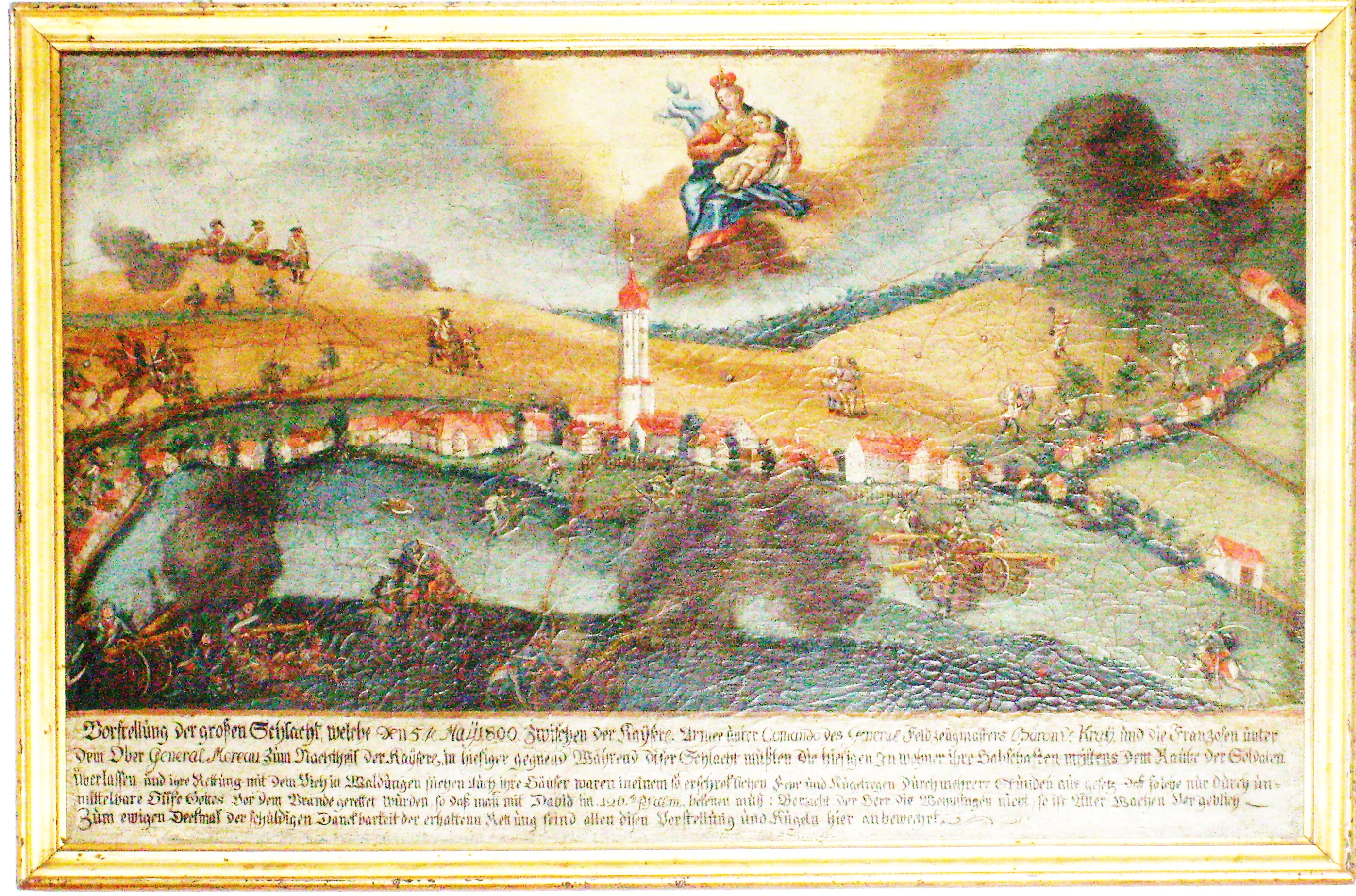
Mariánské ex voto po německém vítězství v bitvě u Messkirchu se žalmem 127

Žalm 127, úryvek v heslu biskupského znaku Mons. Serratelliho

Žalm 127 (Nestaví-li dům Hospodin, nadarmo se namáhají stavitelé, lat.  Nisi Dominus (aedificaverit domum in vanum laboraverunt qui aedificant eam), podle řeckého překladu žalm 126) je součástí starozákonní Knihy žalmů. 

## Text
| verš | hebrejský originál                                                                           | český překlad | latinský překlad (Vulgata) |
| ---- | -------------------------------------------------------------------------------------------- | --- | --- |
| 1    | שִׁיר הַמַּעֲלוֹת, לִשְׁלֹמֹה:אִם-יְהוָה, לֹא-יִבְנֶה בַיִת-- שָׁוְא עָמְלוּ בוֹנָיו בּוֹ;אִם-יְהוָה לֹא-יִשְׁמָר-עִיר, שָׁוְא שָׁקַד שׁוֹמֵר | Poutní píseň, Šalomounova. Nestaví-li dům Hospodin, nadarmo se namáhají stavitelé. Nestřeží-li město Hospodin, nadarmo bdí strážný. | [Canticum graduum Salomonis] Nisi Dominus aedificaverit domum in vanum laboraverunt qui aedificant eam nisi Dominus custodierit civitatem frustra vigilavit qui custodit |
| 2    | שָׁוְא לָכֶם מַשְׁכִּימֵי קוּם, מְאַחֲרֵי-שֶׁבֶת--אֹכְלֵי, לֶחֶם הָעֲצָבִים;כֵּן יִתֵּן לִידִידוֹ שֵׁנָא                            | Nadarmo časně vstáváte, dlouho vysedáváte a jíte chléb trápení, zatímco Bůh dopřává svému milému spánek.                            | Vanum est vobis ante lucem surgere: surgite postquam sederitis qui manducatis panem doloris cum dederit dilectis suis somnum                                             |
| 3    | הִנֵּה נַחֲלַת יְהוָה בָּנִים: שָׂכָר, פְּרִי הַבָּטֶן                                                            | Hle, synové jsou dědictví od Hospodina, mzdou od něho plod lůna.                                                                    | Ecce hereditas Domini filii mercis fructus ventris |
| 4    | כְּחִצִּים בְּיַד-גִּבּוֹר-- כֵּן, בְּנֵי הַנְּעוּרִים                                                             | Čím jsou šípy v ruce bohatýra, tím jsou synové zplození v mládí.                                                                    | Sicut sagittae in manu potentis ita filii excussorum |
| 5    | אַשְׁרֵי הַגֶּבֶר-- אֲשֶׁר מִלֵּא אֶת-אַשְׁפָּתוֹ, מֵהֶם:לֹא-יֵבֹשׁוּ-- כִּי-יְדַבְּרוּ אֶת-אוֹיְבִים בַּשָּׁעַר                          | Blaze muži, který jimi naplnil svůj toulec! Nebudou zahanbeni, až budou v bráně jednat s nepřáteli.                                 | Beatus vir qui implebit desiderium suum ex ipsis non confundentur cum loquentur inimicis suis in porta                                                                   |

## Užití v liturgii

### V křesťanství
V katolické církvi se používá při denní modlitbě církve ve středu třetího týdne během nešpor.

### V judaismu
V judaismu je užíván při svátku sukot, mincha a při šabatu.

## Užití v hudbě
Mezi významná hudební zpracování žalmu 127 patří díla těchto autorů:
- Michel Richard Delalande
- Marc-Antoine Charpentier ve formě velkého moteta třikrát vždy pod názvem Nisi Dominus H.150 (1670), H.160 - H.160 (1670) a H.231
- Henry Desmarest
- Jean-Baptiste Morin
- Jan Dismas Zelenka
- Nicola Porpora
- Baldassare Galuppi
- Georg Friedrich Händel
- Jean-Joseph de Mondonville
- Antonio Vivaldi